# 湯普森半島
64°28′S 63°8′W / 64.467°S 63.133°W
湯普森半島是南極洲的半島，位於帕默群島的昂韋爾島，是福尼爾灣入口處的北部，全長6公里，由英國探險隊測量，現時由南極條約體系管理。